# Vrátkov
Vrátkov település Csehországban, a Kolíni járásban. Vrátkov Mrzky, Tismice, Tuchoraz, Český Brod és Doubravčice településekkel határos. Lakosainak száma 291 fő (2024. január 1.).

## Népesség
A település lakosságának változását az alábbi diagram mutatja:
| Lakosok száma | 283  | 310  | 355  | 302  | 252  | 224  | 257  | 274  | 272  | 291  |
|               | 1869 | 1890 | 1921 | 1950 | 1980 | 2001 | 2017 | 2019 | 2022 | 2024 |